# Regulación y concesión de licencias para ingenierías
La regulación de la profesión de ingeniería está establecida por numerosas legislaciones en el mundo para proteger la seguridad, la práctica y otros intereses para el público general y definir el procedimiento de licenciatura por el cual un ingeniero es autorizado para proveer servicios profesionales al público.
El estatus profesional y la actual práctica de la ingeniería está definida legalmente y protegida por los gobiernos. En algunas legislaciones sólo los ingenieros registrados o licenciados tienen permiso para usar el título de ingeniero o practicar ingeniería profesional. Otra distinción que distingue al ingeniero profesional es la autoridad para tomar responsabilidad legal de su trabajo como ingeniero. Por ejemplo, un ingeniero licenciado puede firmar, sellar o estampar cualquier documentación técnica como cálculos para un estudio, planos, etcétera.

## Registro y regulación
Convertirse en un ingeniero es un proceso muy distinto en cada país, pues el uso del término "ingeniero" como nombramiento está regulado en algunas regiones y no en otras. En regiones donde la ingeniería es una profesión regulada hay procedimientos y requerimientos para obtener la licencia, carta o registro de una agencia gubernamental o de una autoridad garante actuante, y al igual que otras profesiones reguladas, los ingenieros están sujetos a la regulación de esos cuerpos.
Ingenieros licenciados disfrutan de una influencia significativa sobre su propia regulación. De hecho, ellos suelen ser los autores de los pertinentes códigos éticos usados por algunas de estas organizaciones. Los ingenieros que trabajan para empresas privadas practican, pero no siempre, buscar una relación cliente-profesional. Los ingenieros gubernamentales y los ingenieros de las industrias están en el otro lado de las mismas relaciones. El ejemplo más claro en España es el caso del jefe de obra (que actúa para el sector privado) y el director de obra (que trabaja para el cliente, y este puede ser el Estado). A pesar del distinto enfoque, ingenieros en industria también practican el código ético.

### Estados Unidos
En Estados Unidos, el registro o licenciatura de los ingenieros profesionales se ha venido realizando para cada estado. Cada validación y registro es válida únicamente en el estado donde ha sido garantizada. Muchos ingenieros profesionales mantienen licencias en varios estados por esta razón, y si existe cortesía entre ambos estados puede conseguirse fácilmente una licencia en un estado basado en la licencia de otro sin tener que realizar todo el proceso completo. El proceso de licenciatura varía pero el proceso general es el siguiente:
1. Graduarse con un grado proveniente de una Accreditation Board for Engineering and Technology. Debe tener un programa de 4 años acreditado en Ingeniería.
2. Completar un examen estándar de Fundamentos de la Ingeniería, con pruebas aplicadas de los principios de ingeniería, y opcionalmente algunos elementos aplicados a la especialidad. Completando los primeros dos pasos se certifica en Estados Unidos como Engineer-In Training (EIT) o "ingeniero en prácticas", algunas veces llamado también Engineer Intern (EI), "ingeniero interno".[5]
3. A partir de aquí el ingeniero va acumulando una serie de años de prácticas, según el estado un mínimo de años, que puede oscilar entre los 4 y 3 años.
4. Se completa un examen escrito de Principios Prácticos de la Ingeniería, que sería una prueba escrita relativa a la especialidad (Civil, Mecánica, Eléctrica...) y también de Principios Éticos de la Ingeniería.

Este último examen es estándar para todos los estados de la Unión, y son elaborados por el National Council of Examiners for Engineering and Surveying (Consejo Nacional de Examinadores para Ingeniería y Estudio).

### Canadá

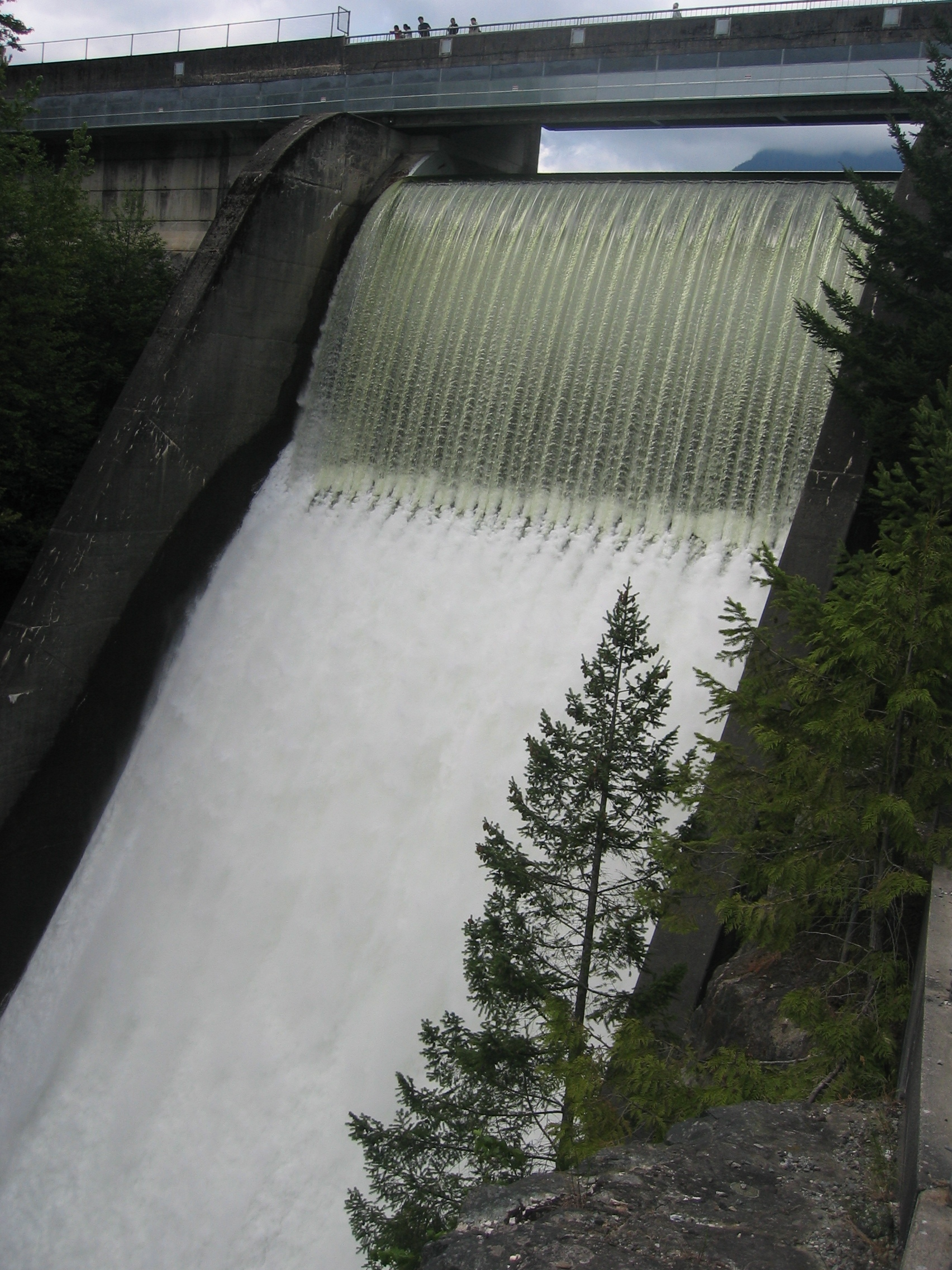
Presa de Cleveland en Canadá. El Código Penal de Canadá castiga con cárcel a los ingenieros que ejerzan sin licencia de su especialidad y ocasionen pérdidas de vidas humanas. Dentro de la ingeniería civil las presas constituyen una de las obras que más riesgo suponen por el daño potencial de las poblaciones aguas abajo en caso de rotura.

En Canadá la designación de ingeniero profesional solo puede ser usada para ingenieros licenciados y está protegida por ley y estrictamente reforzada en todas las provincias. La regulación y licencia de ingenieros se cumplimenta a través de una institución gobernante con capacidad para licenciar y ejercer disciplina entre los ingenieros de su provincia, como el "Grupo de Ingenieros Profesionales de Ontario" (Professional Engineers Ontario). El primer objetivo de dicha institución es proteger al pública. Una licencia de ingeniería y el reconocimiento del título de Professional Engineer (P. Eng) garantiza el derecho a la práctica de la ingeniería. Muchas de estas asociaciones son responsables de la regulación en otras profesiones relacionadas. El proceso para el registro es como sigue:
1. Graduarse con el grado de un programa acreditado en ingeniería o ciencia aplicada, acreditado por el Canadian Engineering Accreditation Board (CEAB).
2. Completar un período como "ingeniero en prácticas" o "ingeniero interno" bajo la dirección de un P. Eng. (como mínimo un período de 4 años, con la excepción de Quebec[7]).
3. Pasar un "Examen Práctico Profesional" distinto para cada provincia.[8]

Los ingenieros que no están licenciados en una disciplina específica pueden estar bajo la regulación de Código Ético Provincial si practican ingeniería más allá de su aprendizaje y experiencia. En ese caso infringirían el Código Ético, lo que podría incluir la suspensión o pérdida de licencia, y también multas financieras. Con el reciente cambio en el Código Penal canadiense podría ir a la cárcel si se demuestra que la negligencia desembocó en pérdidas de vidas humanas.
Los ingenieros no son examinados en conocimientos técnicos durante el proceso de licenciatura, lo que ya ha quedado acreditado por el CEAB; sin embargo, la acreditación de las escuelas y el estatus de acreditación son estrechamente vigilados y controlados. El sistema canadiense se asegura así que todos los ingenieros del país pasan un mínimo nacional estandarizado, lo que implica una mayor calidad de la ingeniería del país.
La licencia de ingeniero solo es válida en la provincia donde se ha realizado. Existen, sin embargo, acuerdos entre las distintas asociaciones para facilitar la movilidad. En 2009, los ingenieros profesionales de Ontario promovieron una iniciativa para desarrollar una licencia nacional de ingeniería.

### India
En India, los ingenieros con un grado en Ingeniería pueden ejercer como ingeniero consultor. No es necesaria ninguna licencia o registro con ninguna institución. Aun así los ingenieros colegiados dentro del Chartered Engineers e Institution of Mechanical Engineers son preferidos en todos los campos. Además, cuentan con un mejor estatus profesional y social, posibilidad de movilidad entre los estados y pueden alcanzar trabajos en países del Oriente Medio. También son más aceptados dentro de los puestos universitarios como profesores o investigadores. A los ingenieros con más de siete años de experiencia acreditada se les permite acceder a la asociación, así como aquellos que acrediten haber pasado el grado de cinco años de Ingeniería, dependiendo de la especialidad escogida.